# Thomas Parry (Schriftsteller)
Thomas Parry FBA  (* 4. August 1904; † 22. April 1985) war ein walisischer Schriftsteller und Akademiker. Er war Professor of Welsh am University College of North Wales, Bangor von 1947 bis 1953, dann nacheinander Bibliothekar an der National Library of Wales  (1953–1958), Principal des University College of Wales Aberystwyth, Aberystwyth, (1958–1969) und Vice-Chancellor der University of Wales (1961–1963, 1967–1969).
Er wurde geadelt anlässlich der 1978 Birthday Honours.
The Thomas Parry Library an der Aberystwyth University im Llanbadarn Campus wurde 1995 zu seinen Ehren benannt.

## Werke
- Hanes llenyddiaeth Gymraeg hyd 1900.
- A history of Welsh literature.
- Amryw bethau, 1996.
- Baledi’r ddeunawfed ganrif.
- Blodeugerdd Rhydychen o farddoniaeth Gymraeg.
- Cerddi Robert Williams Parry: detholiad.
- Coleg Prifysgol Cymru Aberystwyth: dyddiau i’r cyhoedd = The University College of Wales: open days.
- Golygwyd gan Thomas Parry.
- Gwaith Dafydd ap Gwilym.